# Binder Lajos
Binder Lajos (Dorog, 1891. augusztus 12. – Dorog, 1957. április 15.) hentes, mészáros.

## Tanulmányai, munkássága
Amerikában, Londonban és Berlinben tanulta szakmáját. Apjától a dorogi Esztergomi úton 1911-ben vette át üzletét (alapítva 1891-ben B. Lőrinc által). Az ipartestület alelnöke volt 1936-tól. A második világháború alatt komoly szerepet vállalt a környék élelmezésében.